# Февральское (Амурская область)
Февра́льское — село в Селемджинском районе Амурской области России. Входит в состав городского поселения «Рабочий посёлок Февральск». 
Село Февральское, как и Селемджинский район, приравнено к районам Крайнего Севера.

## География
Находится на левом берегу реки Селемджа, на автодороге областного значения, соединяющей город Свободный и посёлок городского типа Серышево с Селемджинским районом.
Село Февральское — спутник рабочего посёлка Февральск, расположенного в 4 км к северу.
На северо-восток (вверх по левому берегу Селемджи) от села Февральское идёт дорога к селу Селемджинск.

## История
Село основано в феврале 1896 года переселенцами из центральных губерний Российской Империи.

## Население
| 2002 | 2010 | 2011 | 2012 | 2013 | 2014 | 2015 |
| ---- | ---- | ---- | ---- | ---- | ---- | ---- |
| 330  | ↗348 | ↘347 | ↗350 | →350 | ↘346 | ↘341 |
| 2016 | 2017 | 2018 | 2021 |      |      |      |
| ↘340 | ↗341 | ↘323 | ↘254 |      |      |      |

## Улицы
| - ул. Верхняя, - ул. Западная, - ул. Киевская, - пер. Лесной, - ул. Озёрная, | - ул. Селемджинская, - ул. Солнечная, - пер. Торговый, - ул. Центральная, - ул. Экспедиционная. |